# Ізюмське
І́зюмське — село в Україні, у Борівській селищній громаді Ізюмського району Харківської області. Населення становить 694 осіб. До 2020 орган місцевого самоврядування — Ізюмська сільська рада.

## Географія
Село Ізюмське знаходиться поруч з витоками річки Нетриус. Поруч із селом починається урочище Грачине.

## Історія
- 1680 — дата заснування.
- 12 червня 2020 року, відповідно до Розпорядження Кабінету Міністрів України № 725-р «Про визначення адміністративних центрів та затвердження територій територіальних громад Харківської області», увійшло до складу Борівської селищної громади.[1]
- 19 липня 2020 року, в результаті адміністративно-територіальної реформи та ліквідації Борівського району, увійшло до складу Ізюмського району Харківської області[2].

## Населення
Згідно з переписом УРСР 1989 року чисельність наявного населення села становила 630 осіб, з яких 298 чоловіків та 332 жінки.
За переписом населення України 2001 року в селі мешкало 688 осіб.

### Мова
Розподіл населення за рідною мовою за даними перепису 2001 року:
| Мова            | Кількість | Відсоток |
| --------------- | --------- | -------- |
| українська      | 627       | 90.35%   |
| російська       | 13        | 9.23%    |
| білоруська      | 1         | 0.14%    |
| угорська        | 1         | 0.14%    |
| інші/не вказали | 1         | 0.14%    |
| Усього          | 694       | 100%     |

## Економіка
- В селі є молочно-товарна, свино-товарна і птахо-товарна ферми.
- КСП «ІЗЮМСЬКЕ»

## Визначні особистості
- Антоненко Олександр Вікторович (25 серпня 1976, с. Вири — 25 грудня 2023, с. Ізюмське, Ізюмського району, Харківської області) — український військовик, учасник російсько-української війни[6].
- Гончаров Володимир Олександрович (10.03.1997 - 20.08.2017) — солдат 72 ОМБр, учасник російсько-української війни